# Gare de Bourg-Madame
A Gare de Bourg-Madame egy vasútállomás Franciaországban, Bourg-Madame településen.

## Vasútvonalak
Az állomást az alábbi vasútvonalak érintik:
- Ligne de Cerdagne

## Kapcsolódó állomások
A vasútállomáshoz az alábbi állomások vannak a legközelebb:
- Gare de Ur-Les Escaldes (Gare de Latour-de-Carol - Enveitg)
- Gare d’Osséja (Gare de Villefranche - Vernet-les-Bains)